# If You Only Knew
If You Only Knew es una película del año 2008.

## Sinopsis
¿Qué ocurre cuando una joven a la que han intimidado toda su vida decide mandarlo todo a paseo y romper con el pegajoso de su novio? ¿Y qué pasa si decide hacerlo la mismísima noche en que él ha pensado pedirle la mano… en público? Ella se llama Priya, él es Rob. Todo se derrumba la noche de un concurso de karaoke, en un bar de mala muerte, en una ciudad perdida de Sudáfrica. Un desengaño amoroso no debería ser tan divertido.